# Allajulus fulviceps
Allajulus fulviceps är en mångfotingart som först beskrevs av Robert Latzel 1884.  Allajulus fulviceps ingår i släktet Allajulus och familjen kejsardubbelfotingar. Inga underarter finns listade i Catalogue of Life.